# Graminea rubra
Graminea rubra är en skalbaggsart som beskrevs av Martins och Maria Helena M. Galileo 2006. Graminea rubra ingår i släktet Graminea och familjen långhorningar. Inga underarter finns listade i Catalogue of Life.